# Liste der Bischöfe von Terni
Die folgenden Personen waren Bischöfe von Terni (Italien):
- Heiliger Pellegrino I. (138–142)
- Heiliger Antimo (156–165) (danach Bischof von Spoleto)
- Heiliger Valentin I. (197 bis 14. Februar 273)
- Heiliger Procolo I. (304–310)
- Heiliger Volusiano (310 bis ca. 330)
- Heiliger Siro I. (ca. 340 bis ca. 345)
- Antemio (ca. 400–430)
- Aleonio (430–436)
- Omobono (436–465)
- Pretestato (465–467)
- Costantino I. (467–469)
- Peter I. (469–499)
- Heiliger Felix (499–504)
- Heiliger Valentin II. (520–533)
- Heiliger Procolo II. (533–542)
- Heiliger Siro II. (542–554)
- Heiliger Valentin III. (554–558)

- Von 558 bis 730 hatten die Bistümer Terni und Narni einen gemeinsamen Bischof
  - Giovenale II. (558–565)
  - Johannes (565–591)
  - Prejecto (591–595)
  - Costantino II. (595–606)
  - Heiliger Anastasius (606–653)
  - Costantino III. (653–726)
  - Trasmondo (742–760)

- Von 760 bis 1218 war das Bistum Terni unter der Herrschaft des Bischofs von Spoleto
- Rainerio (1218–1254)
- Filippo (1254–1276), Kardinal
- Pietro II. Saraceni (1276–1286) (danach Bischof von Monopoli)
- Tommaso I. (1286–1296)
- Rinaldo Trinci (1296–1297)
- Pellegrino II. (1297–1298)
- Masseo (1299–1316)
- Andrea (1316–1319) (auch Bischof von Terracina)
- Egidio da Montefalco (1319–1320)
- Tommaso II. dei Tebaldeschi (1323–1359)
  - Gregorio Gregori (1334–1359) (Gegenbischof)
- Matteo Grumoli (1359–1388)
  - Agostino (1384–1389) (Gegenbischof)
- Francesco (1389–1406) (auch Bischof von Amelia)
- Ludovico Mazzancolli (1406–1457)
- Francesco Coppini (1457–1463)
- Ludovico II. (1463–1472)
- Francesco Maria Scelloni (1472) (auch Bischof von Viterbo)
- Tommaso Vincenzi (1473–1474) (auch Bischof von Pesaro)
- Barnaba Merloni (1474–1481) (auch Bischof von Pesaro)
- Giovanni (1482–1485)
- Orso Orsini (1485)
- Giovanni di Fonsalida (1494–1498)
- Francesco Williovis (1498–1499), Kardinal
- Ventura Bufalini (1499–1504) (auch Bischof von Città di Castello)
- Francesco Remolino Ilori (1504–1509), Kardinal
- Pietro Bodoni (1506–1509) (auch Bischof von Marsiglia)
- Luigi d’Apera (1509–1520) (auch Bischof von Corona)
- Pompeo Colonna (1520), Kardinal
- Orazio della Valle (1520 bis ca. 1527)
- Sebastiano Valenti (ca. 1527–1548)
- Giovanni Giacomo Barba (1546–1553) † 1565 (auch Bischof von Teramo)
- Tommaso Scoto (1566)
- Muzio Calini (1566–1570) (auch Bischof von Zara)
- Bartolomeo Ferri (1570–1581) (auch Bischof von Lettere (Neapel))
- Girolamo Petroni (1581–1591) (auch Bischof von Civita Castellana)
- Giovanni Antonio Onorati (1591–1606)
- Ludovico Ripa (1606–1613)
- Clemente Gera (1613–1625) (auch Bischof von Lodi)
- Cosimo Mannucci (1625–1634)
- Francesco Vitelli (1634–1636) (danach Bischof von Urbino)
- Ippolito Andreassi (1536–1646) (auch Abt von Montecassino)
- Francesco Angelo Rapaccioli (1646–1656), Kardinal
- Sebastiano Gentili (1656–1667) (auch Bischof von Anagni)
- Pietro Lanfranconi (1667–1674)
- Carlo Bonafaccia (1675–1683) (auch Bischof von Ortona)
- Sperello Sperelli (1684–1698) † 1710, Kardinal
- Cesare Sperelli (1698–1720)
- Teodoro Pongelli (1720–1748)
- Cosimo Pierbenedetto Maculani (1748–1767)
- Agostino Felice de’ Rossi (1768–1788)
- Carlo Benigni (1796–1822)
- Domenico Armellini (1822–1828)
- Nicola Mazzoni (1829–1842)
- Vincenzo Tizzani, CRL (1843–1848)
- Nicola Abrate (1848–1849) (auch Bischof von Sidonia)
- Antonio Magrini (1849–1852) (auch Bischof von Forlì)
- Giuseppe Maria Severa (1852–1870)
- Antonio Belli (1871–1897)
- Francesco Bacchini (1898–1905)
- Francesco Moretti (1905–1921), Bischof in Personalunion mit Narni
- Cesare Boccoleri (1921–1940) (auch Erzbischof von Modena)
- Felice Bonomini (1940–1947) (auch Bischof von Como)
- Giovan Battista dal Prà (1948–1972) † 1990
- Santo Bartolomeo Quadri (1973–1983) (auch Erzbischof von Modena)
- Franco Gualdrini (1983–2000)
- Vincenzo Paglia (2000–2012)
- Giuseppe Piemontese OFMConv (2014–2021)
- Francesco Antonio Soddu (seit 2021)